# Achelia sufflata
Achelia sufflata is een zeespin uit de familie Ammotheidae. De soort behoort tot het geslacht Achelia. Achelia sufflata werd in 1944 voor het eerst wetenschappelijk beschreven door Gordon. 